# Moraea thomsonii
Moraea thomsonii är en irisväxtart som beskrevs av John Gilbert Baker. Moraea thomsonii ingår i släktet Moraea och familjen irisväxter. Inga underarter finns listade i Catalogue of Life.